# Juvenile
Terius Gray (* 26. března 1975, New Orleans, Louisiana, USA) spíše známý jako Juvenile, je americký rapper a zakladatel hudební nahrávací společnosti UTP (Uptown Project) Records. V letech 1997 až 2003 byl členem skupiny Hot Boys, kterou s ním tvořili Lil Wayne, B.G. a Turk. Jeho nejúspěšnějšími alby jsou 400 Degreez (1998) a Reality Check (2006). Největšími hity pak písně „Back That Thang Up (ft. Lil Wayne a Mannie Fresh)“ a „Slow Motion (ft. Soulja Slim)“.

## Stručná biografie
Započal rapovat v devatenácti letech. O rok později získal smlouvu u Warlock Records, kde vydal svůj debut Being Myself (1995). Jeho píseň „Bounce for the Juvenile“ dala název novému hudebnímu stylu Bounce. Album zaznamenalo úspěch pouze v New Orleans, to ale stačilo k tomu, aby získal smlouvu u Cash Money Records. Druhé album Solja Rags (1997) ho dostalo do celostátního povědomí. Téhož roku se zapojil do skupiny Hot Boys. Následujícího roku vydal své nejprodávanější, 4x platinové, album 400 Degreez. V letech 1999 a 2001 vydal alba The G-Code a Project English. V roce 2002 opustil Cash Money Records a založil svůj vlastní label UTP Records. O rok později se však vrátil ke Cash Money, aby zde vydal album Juve the Great, to obsahuje úspěšný hit „Slow Motion (ft. Soulja Slim)“, který se umístil na prvním místě žebříčku Billboard Hot 100. Následně opět opustil Cash Money.
Písně, které následně vydával ze svého labelu, ho přivedly k upsání se pod Atlantic Records v roce 2006, kde vydal album Reality Check, které se, jako jeho jediné, umístilo na prvním místě žebříčku Billboard 200. U Atlantic Records zcela změnil svůj projev i styl, což skvěle předvedl na albech Cocky & Confident (2009) a Beast Mode (2010).

## Diskografie

### Studiová alba
| Rok  | Album                                                                          | Nejvyšší umístění v hitparádě | Nejvyšší umístění v hitparádě | Nejvyšší umístění v hitparádě | Ocenění          |
| Rok  | Album                                                                          | US 200                        | US Hip-Hop                    | US Rap                        | Ocenění          |
| ---- | ------------------------------------------------------------------------------ | ----------------------------- | ----------------------------- | ----------------------------- | ---------------- |
| 1995 | Being Myself - Vydáno: 7. února 1995 - Vydavatel: Warlock                      | -                             | 30                            | align="center"                | US: /            |
| 1997 | Solja Rags - Vydáno: 13. května 1997 - Vydavatel: Cash Money                   | -                             | 55                            | align="center"                | US: /            |
| 1998 | 400 Degreez - Vydáno: 9. listopadu 1998 - Vydavatel: Cash Money                | 9                             | 2                             | align="center"                | US: 4x platinové |
| 1999 | The G-Code - Vydáno: 13. prosince 1999 - Vydavatel: Cash Money                 | 10                            | 1                             | align="center"                | US: platinové    |
| 2001 | Project English - Vydáno: 21. srpna 2001 - Vydavatel: UTP, Cash Money          | 2                             | 2                             | align="center"                | US: zlaté        |
| 2003 | Juve the Great - Vydáno: 23. prosince 2003 - Vydavatel: UTP, Cash Money        | 28                            | 4                             | align="center"                | US: platinové    |
| 2006 | Reality Check - Vydáno: 7. března 2006 - Vydavatel: UTP, Atlantic              | 1                             | 1                             | 1                             | US: zlaté        |
| 2009 | Cocky & Confident - Vydáno: 1. prosince 2009 - Vydavatel: UTP, E1, Atlantic    | 49                            | 7                             | 3                             | US: /            |
| 2010 | Beast Mode - Vydáno: 6. července 2010 - Vydavatel: UTP, E1                     | 58                            | 13                            | 9                             | US: /            |
| 2012 | Rejuvenation - Vydáno: 19. června 2012 - Vydavatel: UTP, Young Empire, Fontana | -                             | 39                            | -                             | US: /            |
| 2014 | The Fundamentals - Vydáno: 18. února 2014 - Vydavatel: Rap-A-Lot               | -                             | 47                            | 25                            | US: /            |

### Kompilace
- 2000 - Playaz of Da Game
- 2004 - The Greatest Hits

### Spolupráce

#### S "Hot Boys"
- 1997 - Get It How U Live!
- 1999 - Guerrilla Warfare
- 2003 - Let 'Em Burn

#### S "JT the Bigga Figga"
- 2002 - Gotta Get It

#### S "Wacko & Skip"
- 2004 - The Beginning of the End...

### Úspěšné singly
- 1999 - Ha
- 1999 - Back That Thang Up (ft. Lil Wayne a Mannie Fresh)
- 2001 - Set It Off
- 2003 - In My Life (ft. Mannie Fresh)
- 2004 - Slow Motion (ft. Soulja Slim)
- 2006 - Rodeo